# Dundonald
Dundonald (en gaèlic irlandès Dún Donaill que vol dir "fortalesa de Donaill"; en escocès de l'Ulster Dundonal o Dundoanal) és una vila d'Irlanda del Nord, al comtat de Down, a la província de l'Ulster. Es troba a l'est de Belfast i inclou la urbanització de Ballybeen.

## Townlands
Dundonald va sorgir d'una petita parròquia del mateix nom. Com la resta d'Irlanda, aquesta parròquia ha estat dividida en townlands, els noms de les quals provenen del gaèlic irlandès. Amb el temps ha ampliat més townlands rurals i s'ha donat els seus noms a carrers i urbanitzacions. Aquesta és una llista de townlands de l'àrea urbana de Dundonald amb les seves etimologies:
- Ballybeen (de Baile Binne que vol dir "llogaret del cim" o Baile Bín que vol dir "llogaret de Bín")
- Ballymiscaw (de Baile Lios na Scáth que vol dir "llogaret del fort de les ombres")
- Ballyoran (de Baile Fhuaráin que vol dir "llogaret de primavera")
- Ballyregan (de Baile Uí Riagáin que vol dir "llogaret d'Ó Riagáin")
- Carrowreagh (de an Cheathrú Riabhach que vol dir "la terra tacada")
- Dunlady (de Dún Léide que vol dir "fortificació de Léide")

## Història
Dundonald es refereix a una fortificació hiberno-normanda del segle xii o Dún, Dún Donaill. Estava sobre un turó artificial, conegut com a "The Moat", el nom del qual és una corrupció de la paraula motte que es refereix a l'estructura que albergava, un castell de mota i pati. L'església de St Elizabeth està al costat del turó, amb el Mausoleu Cleland al cementiri adjacent.
En 1850 Dundonald va enllaçar per ferrocarril amb Belfast i Newtownards, en 1859 amb Downpatrick i en 1869 amb Newcastle. La connexió ferroviària amb Belfast encoratjà Dundonald a expandir-se com a suburbi, però en 1950 es va tancar la línia de ferrocarril que travessava Dundonald. L'estació de Dundonald, oberta el 6 de maig de 1850,fou clausurada finalment el 24 d'abril de 1950.
Fins a la dècada de 1960 Dundonald era una vila petita. S'hi van construir un nombre d'urbanitzacions, principalment a Ballybeen, i la propietat va créixer ràpidament.

## Galeria d'imatges

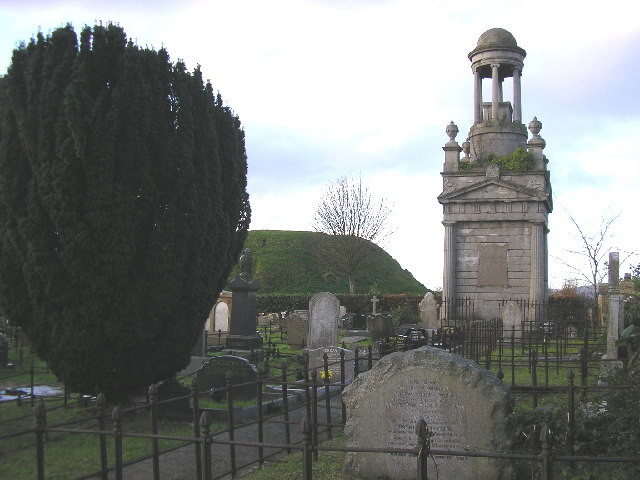
Mausoleu Cleland al cementiri de St. Elizabeth, amb el Fossat al fons.
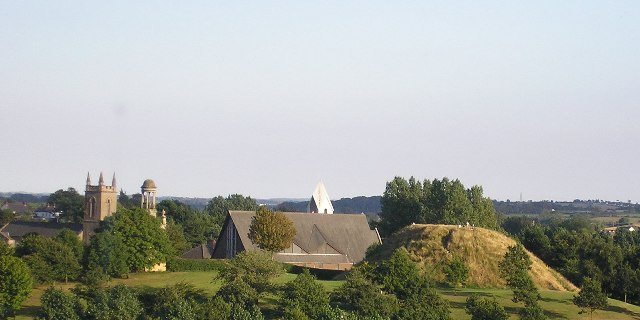
El fossat ("The Moat").
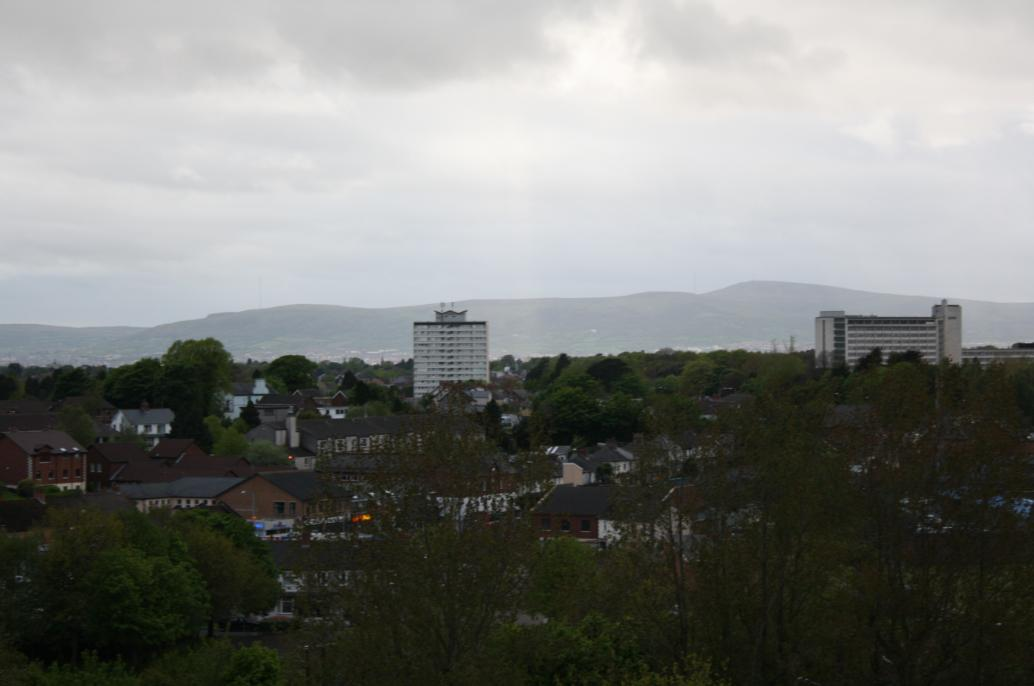
Vista de Dundonald des de The Moat, Belfast al lluny.
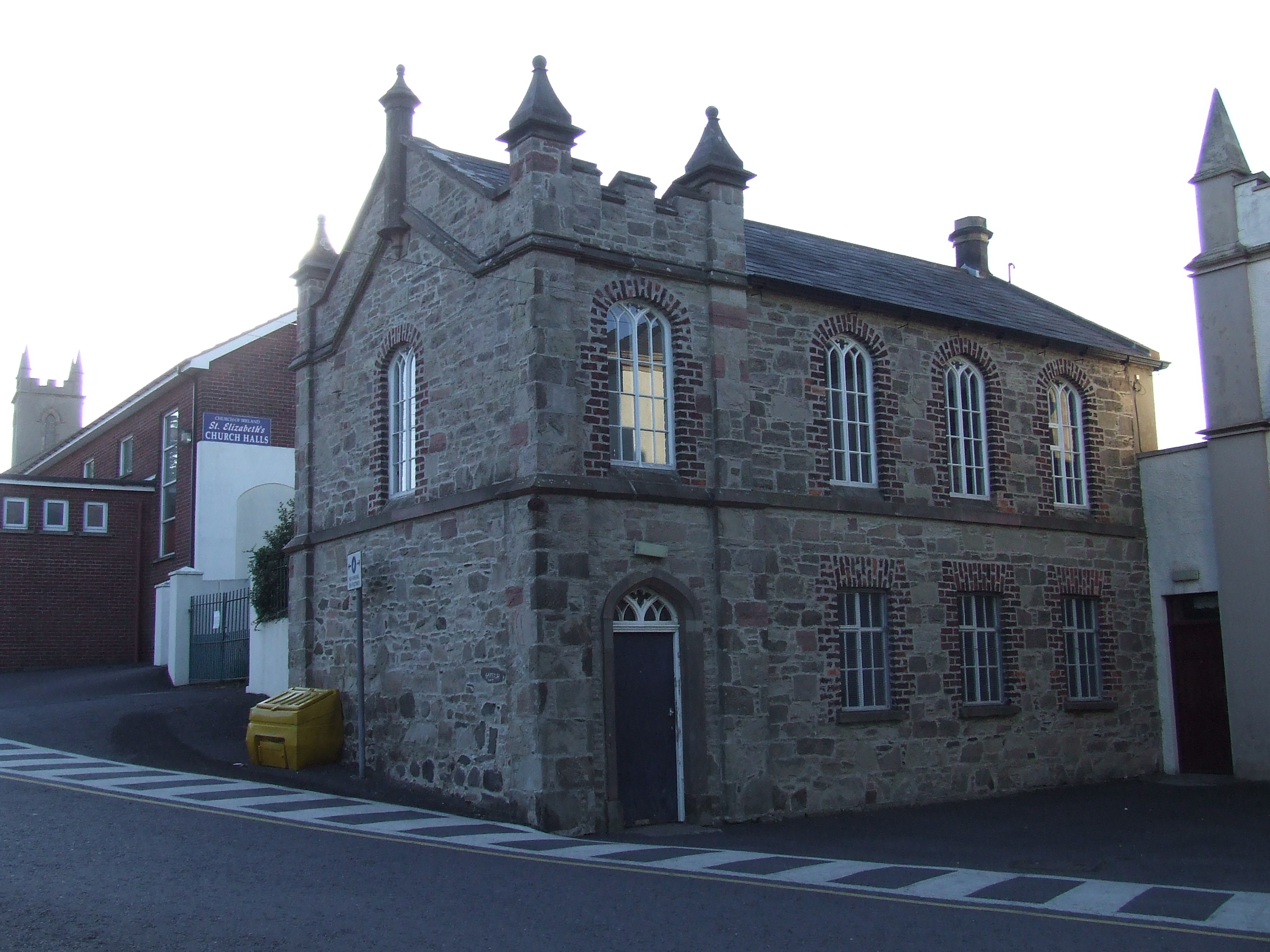
L'antiga escola nacional (ara part de l'Església Presbiteriana de Dundonald), Church Green, construïda en 1844.

## Personatges
- Noel Brotherston, antic futbolista
- Vivian Campbell, guitarrista de Def Leppard
- Peter Robinson, polític.